# Dzieje Andrzeja i Macieja w mieście ludożerców
Dzieje Andrzeja i Macieja w mieście ludożerców – apokryficzny utwór o charakterze romansu, opisujący fikcyjny epizod z działalności misyjnej świętych Andrzeja i Macieja. Należy do grupy apokryficznych dziejów apostolskich, pozbawionych głębszych przesłań teologicznych, za to skupiających się na rozbudowaniu warstwy legendarno-bajkowej. Datowany na IV-V wiek utwór powstał w język greckim, z którego przełożono go na łacinę, koptyjski, gruziński, arabski, syryjski, ormiański, etiopski i staro-cerkiewno-słowiański. Niektórzy badacze przypuszczają, iż mógł on stanowić epizod niezachowanej pierwotnej wersji Dziejów Andrzeja, z której został potem wyłączony jako oddzielny utwór.
Treść utworu rozpoczyna się od uwięzienia św. Macieja po jego dotarciu do legendarnej krainy ludożerców. Na skutek cudownego objawienia św. Andrzej dowiaduje się o tym fakcie i rusza mu na pomoc. W podróży towarzyszy mu nierozpoznany przez Apostoła Chrystus z dwoma aniołami, którym Andrzej opowiada o życiu i nauce Jezusa (opowieść ta zawiera wiele elementów apokryficznych). W mieście ludożerców Andrzej dokonuje licznych cudów i nadprzyrodzonych czynów, co ostatecznie skutkuje uwolnieniem Macieja i nawróceniem miasta, w którym powstaje gmina chrześcijańska.